# Mohammad Gharib
Pour les articles homonymes, voir Gharib.
Mohammad Gharib (en persan : دکتر محمد قریب), né le 5 juillet 1909 à Téhéran en Iran - décédé le 20 janvier 1975 d'une hématurie à Téhéran en Iran) est un médecin pathologiste iranien distingué qui fut professeur de l'université et un pionnier de la pédiatrie en Iran.
Gharib est connu comme le père de la pédiatrie en Iran. Il était diplômé de la faculté de médecine de Paris.

## Biographie
Il est né à Téhéran le 5 juillet 1909. Son père, Mirza Ali Asghar Gharib était originaire de Garakan, Ashtian, de la province de Markazi. Après son diplôme de lycée en 1927, il part pour Reims en France, où il étudie à l'École de médecine de Reims pendant deux ans, ensuite il a été admis à la faculté de médecine de Paris. Étudiant d'honneur à l'École de médecine, il passe des examens difficiles pour son externat. Plus tard il passe son internat, concours extrêmement compétitif des hôpitaux de Paris.
Il obtient un diplôme de médecine en 1937 et, après un an de formation en pédiatrie avec le professeur Ribadeau-Dumas à Hôpital de la Pitié-Salpêtrière de Paris, rentre chez lui en 1939.

## Prix et distinctions
- Advisory Board de l'International Pediatrics Association
- Père de la pédiatrie iranienne
- Prix du ministère de l'Éducation, 1973

## Décès
En 1973, il souffre d'hématurie et les traitements médicaux ne sont pas efficaces. Il meurt à l'hôpital où il a travaillé et il est enterré au cimetière de Sheikhan à Qom.  

## Série télévisée
Roozgar-e Gharib (La vie de Docteur Gharib) est le titre d'une série télévisée iranienne qui relate sa vie depuis l'enfance jusqu'à sa mort. Elle a été réalisée par Kyanoush Ayari.